# Катастрофа DC-9 в Шарлотте
Катастрофа DC-9 в Шарлотте — авиационная катастрофа, произошедшая вечером в субботу 2 июля 1994 года. Авиалайнер McDonnell Douglas DC-9-31 авиакомпании USAir выполнял плановый внутренний рейс US1016 по маршруту Колумбия—Шарлотт, но при заходе на посадку в условиях близкой грозы после принятия экипажем решения об уходе на второй круг внезапно потерял высоту и в 660 метрах от аэропорта Шарлотта врезался в деревья и разрушился. Из находившихся на его борту 57 человек (52 пассажира и 5 членов экипажа) выжили 20.

## Самолёт
McDonnell Douglas DC-9-31 (регистрационный номер N954VJ, заводской 47590, серийный 703) был выпущен в 1973 году (первый полёт совершил 20 июля). 24 августа того же года поступил к заказчику — американской авиакомпании Allegheny Airlines (в октябре 1979 года была переименована в USAir), где с 1974 года начал регулярно эксплуатироваться.
Лайнер был оснащён двумя двухконтурными турбореактивными двигателями Pratt & Whitney JT8D-7. Левый двигатель был поставлен 31 января 1994 года, его общая наработка составляла 61 338 часов с момента выпуска и 965,5 часов с момента установки. Правый двигатель был поставлен 3 июля 1992 года, его наработка с момента выпуска и с момента установки составляли 60 678 и 4217,23 часов соответственно. В пассажирском салоне находился 21 ряд сидений, пассажировместимость составляла 103 места: 12 бизнес-класса и 91 эконом-класса.
На день катастрофы 20-летний авиалайнер совершил 63 147 циклов «взлёт-посадка» и налетал 53 917 часов. Согласно результатам изучения записей по техническому обслуживания и ремонту за последние 2 месяца, на борту самолёта на момент событий не было отказов или неисправностей, которые могли бы привести к созданию аварийной ситуации, то есть лайнер был технически исправен.

## Экипаж
Самолётом управлял опытный экипаж, состав которого был таким:
- Командир воздушного судна (КВС) — 38-летний Майкл Р. Гринли (англ. Michael R. Greenlee). Житель Питтсбурга (Пенсильвания). Опытный пилот, почётный выпускник лётной школы ВВС США, с 1982 года проходил военную службу в 906-й резервной истребительной группе[англ.] на авиабазе Райт-Паттерсон[англ.], где дослужился до капитана; также был сотрудником безопасности эскадрильи. Управлял самолётами Cessna T-37, Northrop T-38, AT-38, F-4 и F-16[6]. Проработал в авиакомпании USAir 9 лет и 3 месяца (с 24 апреля 1985 года). Изначально был вторым пилотом Boeing 737, в январе 1990 года был повышен до командира McDonnell Douglas DC-9. Налетал 8065 часов, свыше 1970 из них на DC-9[7].
- Второй пилот — 41-летний Джеймс Ф. Хейз (англ. James P. Hayes). Очень опытный пилот, имел сертификаты управления многомоторными самолётами, включая Mitsubishi MU-300. Изначально (с 12 октября 1987 года) работал в авиакомпании Piedmont Airlines пилотом Boeing 737, а после того, как Piedmont Airlines была приобретена USAir, перешёл работать в последнюю. Налетал свыше 12 980 часов, свыше 3180 из них на McDonnell Douglas DC-9[6].

В салоне самолёта работали трое бортпроводников:
- Ричард Демари (англ. Richard Demary), 28 лет.
- Шелли Марквит (англ. Shelly Markwith), 28 лет.
- Карен Форхт (англ. Karen Forcht), 27 лет.

## Хронология событий

### Предшествующие обстоятельства
В тот день экипаж McDonnell Douglas DC-9-31 борт N954VJ должен был выполнить несколько рейсов по маршруту Питтсбург—Нью-Йорк—Шарлотт—Колумбия—Шарлотт—Мемфис. Вылетев в 09:45 из Питтсбурга, борт N954VJ без отклонений выполнил первые три рейса, после чего в Колумбии экипаж начал готовиться к выполнению четвёртого — US1016 Колумбия—Шарлотт с расчётной продолжительностью 35 минут. По договорённости между пилотами, на данном этапе пилотирование осуществлял второй пилот, а КВС осуществлял радиосвязь с землёй.
Всего на борт рейса 1016 сели 52 пассажира: 27 мужчин, 23 женщины и 2 девочки-младенца. По расчётам вес самолёта в этот момент составлял 39 156 килограммов при максимальном установленном 45 100 килограммов, а центровка была 25,3%  САХ. Всего во время полёта до Шарлотта лайнер должен был сжечь примерно 1900 килограммов авиатоплива, исходя из чего посадочный вес должен был составлять примерно 38 204 килограмма. Стоянка в Колумбии заняла 40 минут, после чего в 18:10, в соответствии с расписанием, рейс US1016 отъехал от перрона. Экипаж получил прогноз о погоде, согласно которому метеоусловия в Шарлотте были примерно такими же, как и на момент вылета в Колумбию, разве что теперь близ него появились грозы. В 18:23 авиалайнер с 52 пассажирами и 5 членами экипажа на борту поднялся в воздух.
Уже в 18:27 командир рейса 1016 в первый раз связался с диспетчерским центром в Шарлотте и доложил, что они следуют на эшелоне FL120 (3650 метров) и уже получили информацию «Янки» (на 17:51) от АТИС. В ответ диспетчер сообщил, что посадка будет осуществляться на полосу №18R («18 правая»). Командир подтвердил, что понял эту информацию. В 18:28:12 диспетчер дал разрешение снижаться до эшелона FL100 (3050 метров), что также было подтверждено.

### Подлёт к Шарлотту
В 18:29:54 второй пилот сказал: А здесь сильней дождь, чем я думаю был… Он начался довольно хорошо минуту назад… а теперь усилился. Через полминуты в 18:30:15 командир доложил авиадиспетчеру в Шарлотте: Мы собираемся довернуть на пять градусов вправо сейчас, на четверть мили, диспетчер дал на это разрешение. Со слов пилотов, находясь к юго-юго-западу от аэропорта, они видели на погодном радиолокаторе две засветки, одна из которых была к югу от аэропорта, а вторая — на востоке (засветка, что находилась южнее аэропорта, на экране была красного цвета с жёлтой каймой). В 18:32:18 КВС, глядя на это, сказал: …видимо, он [дождь] находится сейчас близ границы аэропорта. Через минуту командир доложил диспетчеру, что хотел бы довернуть влево для обхода грозы, на что диспетчер спросил, какая видимость у экипажа. Когда командир ответил, что примерно 24 километра, диспетчер сказал: Я собираюсь повернуть вас, прежде чем вы доберётесь туда. Я хочу провести вас на пять миль [8 километров] севернее. Командир подтвердил получение информации, после чего в 18:33:57 диспетчер дал указание поворачивать на курс 360°, а в 18:34:57 указание снижаться и занимать высоту 1800 метров. Когда с самолёта подтвердили получение информации, диспетчер из центра УВД дал указание переходить на связь с диспетчером подхода Западного сектора.
Экипаж установил связь с диспетчером подхода, который в 18:35:18 передал: Юсэйр десять шестнадцать… сохраняйте четыре тысячи, полоса один восемь правая. КВС подтвердил получение информации, после чего сказал второму пилоту: Подход кратко, на что тот ответил: Визуально, без ILS. После этого диспетчер передал: …поворот на десять градусов вправо, снижайтесь и занимайте две тысячи [610 метров], курс для визуального захода на полосу один восемь правая — три сотни. В это время сами авиадиспетчеры на вышке аэропорта Шарлотта меж собой заметили, что в южной части аэропорта идёт просто «адский дождь», поэтому в 18:36:55 диспетчер подхода Западного сектора радировал рейсу 1016: Сообщаю вам, Юсэйр десять шестнадцать, что у нас в южной части аэродрома идёт дождь, который, как ожидается, несколько сдвинется на север, а потому, возможно, подход будет по ILS. Также поправка относительно высоты — сохраняйте три тысячи [910 метров].

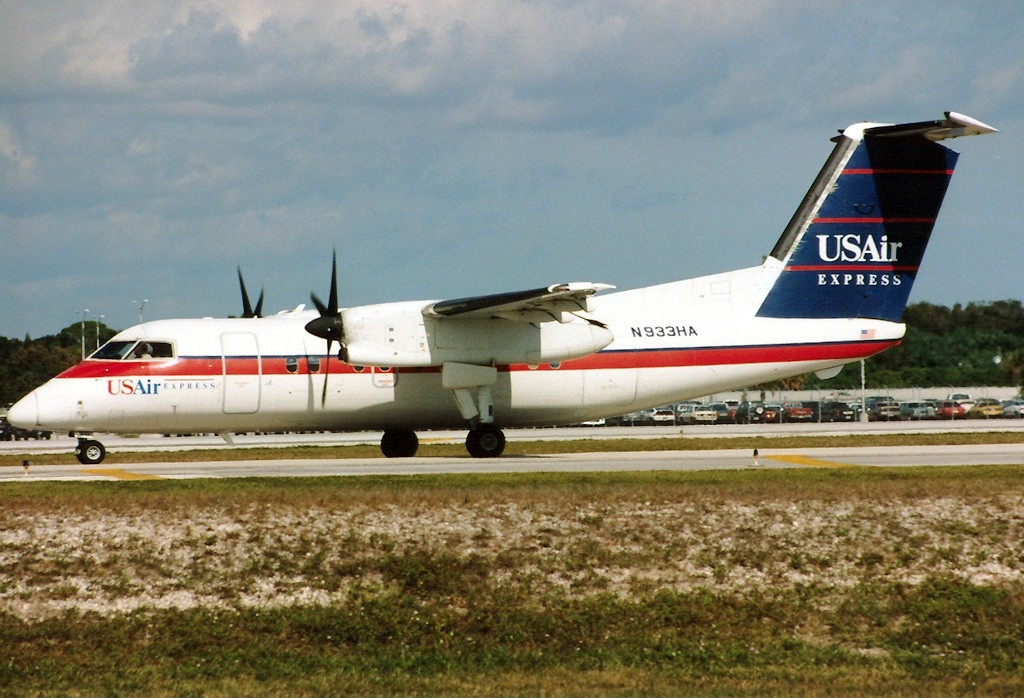
De Havilland DHC-8 авиакомпании Piedmont Airlines (в ливрее USAir Express)

Помимо рейса US1016, в зоне аэропорта Шарлотта находились и другие самолёты, в том числе De Havilland DHC-8 авиакомпании Piedmont Airlines, который выполнял рейс PDT3211 и заходил на посадку на ВПП № 23. В 18:37:33 диспетчер взлёта и посадки в Восточном секторе местных воздушных линий передал экипажу рейса 3211: Пьемонт тридцать два одиннадцать тяжёлый, сейчас в аэропорту сильный дождь, ветер один пять ноль на один четыре [150°, 25 км/ч].
В 18:37 диспетчер Западного сектора передал экипажу рейса 1016 Поворот вправо на курс ноль девять ноль, а в 18:38:24 — Поворот вправо на курс один семь ноль, четыре [мили] от [дальнего привода] СОФ… прохождение СОФ на, или выше трёх тысяч [футов]; разрешается подход по ILS на один восемь правая. Экипаж подтвердил получение информации, на что получил указание переходить на связь с диспетчером взлёта и посадки («Шарлотт—башня»). Как впоследствии утверждал КВС рейса 1016, при выполнении последнего поворота они наблюдали аэропорт Шарлотт/Дуглас. В самом аэропорту в это время стоял другой самолёт компании USAir, который выполнял рейс US860, а его экипаж в 18:39:12 связался с диспетчером взлёта и посадки местных воздушных линий в Западном секторе: Это восемь шесть ноль, похоже мы сейчас наблюдаем грозу прямо над аэродромом. Когда диспетчер ответил Подтверждаю, с рейса 860 передали, что пока откладывают вылет.

### Заход на посадку
Экипаж рейса US1016 установил связь с диспетчером взлёта и посадки в 18:39:38, от которого затем получил указание: Юсэйр десять шестнадцать… полоса один восемь, разрешается посадка следом за Ф-К одна сотня (FK-100), что на сокращённом заходе. Предыдущий прибывший сообщил о плавном полёте на всём финальном участке. На это с «Дугласа» ответили: Был бы благодарен за информацию о фактической погоде от того парня перед нами [Fokker-100]. Когда экипаж находящегося перед ними FK-100 сообщил о плавных погодных условиях, диспетчер довёл эту информацию до рейса 1016.
Затем второй пилот, глянув в сторону аэропорта, заметил перед ВПП тонкую завесу, поэтому сказал командиру: Погляди-ка в сторону аэропорта. Это не он… край дождя я хотел сказать. Командир сказал: Да, тогда как сам следил за погодой по бортовому радиолокатору, а также настроил навигационный приёмник на частоту радиомаяка аэропорта, чтобы на глиссаде по нему определять дистанцию до полосы, хотя при выходе на последнюю прямую они видели аэродром. А в 18:36 метеонаблюдатель записал для АТИС прогноз погоды, помеченный как «Зулу»: переменная облачность 1400 метров, видимость 9,7 километров, гроза, ливневый дождь, дымка, температура воздуха 31 °C, точка росы 19 °C, ветер 110° 11 км/ч. Но до момента катастрофы АТИС не передавала в эфир эту информацию, а потому экипаж рейса 1016 о ней не знал. Помимо этого, через несколько минут (к 18:40) дождь значительно усилился, в видимость существенно упала и не превышала 1,6 километра. Экипажу вылетающего из Шарлотта Boeing 737 (рейс US052 той же USAir) в 18:40:27 перед выдачей разрешения на взлёт с ВПП №18L («18 левая») была передана фактическая погода от взлетевшего перед ними экипажа, согласно которому ветер был 110° 35 км/ч с порывами до 38 км/ч, а погодные условия относительно спокойные.
В 18:40:50 диспетчер посадки передал: Юсэйр десять шестнадцать, ветер по имеющимся данным один ноль ноль и один девять [100° 35 км/ч]. Спустя короткое время он сообщил, что ветер уже 38 км/ч. Получение обоих этих сообщений были подтверждены командиром рейса 1016. В 18:41:05 КВС сказал второму пилоту: Сохраняй курс, как в это же время диспетчер посадки Западного сектора  передал: Предупреждение о сдвиге ветра. На северо-восточной границе ветер один девять ноль на один три [190° 24 км/ч]. В 18:41:08 авиадиспетчер посадки и взлёта уже местных воздушных линий передал в эфир: Внимание всем самолётам: предупреждение о сдвиге ветра. Поверхностный ветер один ноль ноль на два ноль; у северо-восточной границы ветер один девять ноль на один шесть [100° 37 км/ч и 190° 29 км/ч соответственно]. Однако последнюю радиопередачу экипаж рейса 1016 не слышал, так как работал на другой частоте. Следом за рейсом 1016 на посадку заходил рейс CCAR5211 авиакомпании CCAir (позывные — Carolina 5211), экипаж которого в 18:41:17 получил указания по посадке, а также информацию о ветре: …один ноль ноль на два ноль и сообщается о сдвиге ветра на северо-восточной границе — один девять ноль на один семь [100° 37 км/ч и 190° 31 км/ч].

### Катастрофа
По информации АТИС на 18:36, над аэропортом Шарлотт/Дуглас в это время стояла переменная облачность на 1400 метрах, видимость достигала 9,7 километров, шла гроза с ливневым дождём, дымка, ветер 110° 29 км/ч. Однако на момент катастрофы эта информация ещё не была передана самолётам в районе аэропорта. По данным от других метеослужб, видимость иногда падала до 1,6 километров, а ветер на самом деле был 170° 16 км/ч. Были сообщения и о ветрах 220° 18 км/ч. Сама гроза началась в 18:33, а спустя минуту пошёл дождь, который к 18:37 стал очень сильным и продолжался 24 минуты, прежде чем завершился в 19:01, когда ушла гроза.
Согласно показаниям некоторых экипажей в аэропорту, дождь шёл просто стеной, а видимость в нём не превышала 402 метров, из-за чего был сделан выбор пока задержаться с вылетом. Экипаж, который приземлился перед рейсом 1016, сообщал о нормальных погодных данных при посадке, но в процессе руления к стоянке погода значительно ухудшилась.
| 18:41:54   | КВС       | Включи дворники. |
| 18:41:56   | 2П        | Ладно. |
| 18:41:57,6 |           | Появляется шум дождя, сопровождаемый шумом работающих дворников.                                                                                         |
| 18:41:58.9 | 2П        | Там же сейчас десять узлов. |
| 18:42:06,4 | КВС       | О'кей, у тебя плюс двадцать. |
| 18:42:14,0 | КВС       | Уходим на второй круг. Направляйся вправо. |
| 18:42:16,1 | US1016    | Юсэйр десять шестнадцать, уходим на второй. (Самолёт на высоте около 61 метра)                                                                           |
| 18:42:17,7 | КВС       | Максимальная мощность. |
| 18:42:18,5 | 2П        | Да, максимальная мощность. (Двигатели выйдут на максимальный режим секунд через 5)                                                                       |
| 18:42:18,5 | Диспетчер | Юсэйр десять шестнадцать, понял вас, сэр, что вы уходите на повторный. Летите по курсу полосы, поднимайтесь и занимайте три тысячи [футов (910 метров)]. |
| 18:42:19,4 | КВС       | Закрылки на пятнадцать. |
| 18:42:20,8 |           | Закрылки переводятся на указанный угол. |
| 18:42:22,0 | КВС       | От себя, тяни от себя. |
| 18:42:25,5 | US1016    | До трёх. И мы делаем правый поворот. |
| 18:42:27,9 | Диспетчер | Юсэйр десять шестнадцать, я правильно понял, вы поворачиваете вправо? (Самолёт достигает максимальной высоты (110 метров) и начинает снижаться)          |
| 18:42:28,4 | GPWS      | WHOOP! WHOOP! TERRAIN! |
| 18:42:28,5 | КВС       | Мощность! |
| 18:42:32,7 |           | Тряска штурвала (опасность сваливания). |
| 18:42:35,6 |           | Звук удара. |

Согласно показаниям очевидцев на земле и пассажиров на борту, рейс US1016 до входа в глиссаду подходил к ВПП слева под углом 45°, следуя в условиях сильного дождя и периодически попадая в воздушные ямы. Далее самолёт вошёл в глиссаду. На высоте около 61 метра раздался шум увеличения оборотов двигателей, после чего лайнер стал подниматься, но затем словно провалился в воздушную яму, за иллюминаторами промелькнули деревья и произошло столкновение. Следующий курсом 240° авиалайнер в 660 метрах к юго-западу от торца ВПП №18R коснулся травяного покрытия аэропорта сначала правой стойкой шасси, зацепив крылом землю, а через 5,5 метров на землю опустилась уже и левая стойка. Затем, пробежав по траве 150-240 метров по курсу 210°, рейс US1016 врезался в деревья лесополосы, промчавшись через которые разрушился, а затем загорелся.
Экипаж заходящего следом рейса 5211 ушёл на второй круг, так как увидел на своём погодном радиолокаторе, что почти над центром аэропорта в это время находился крупный грозовой очаг.

### Спасательные работы

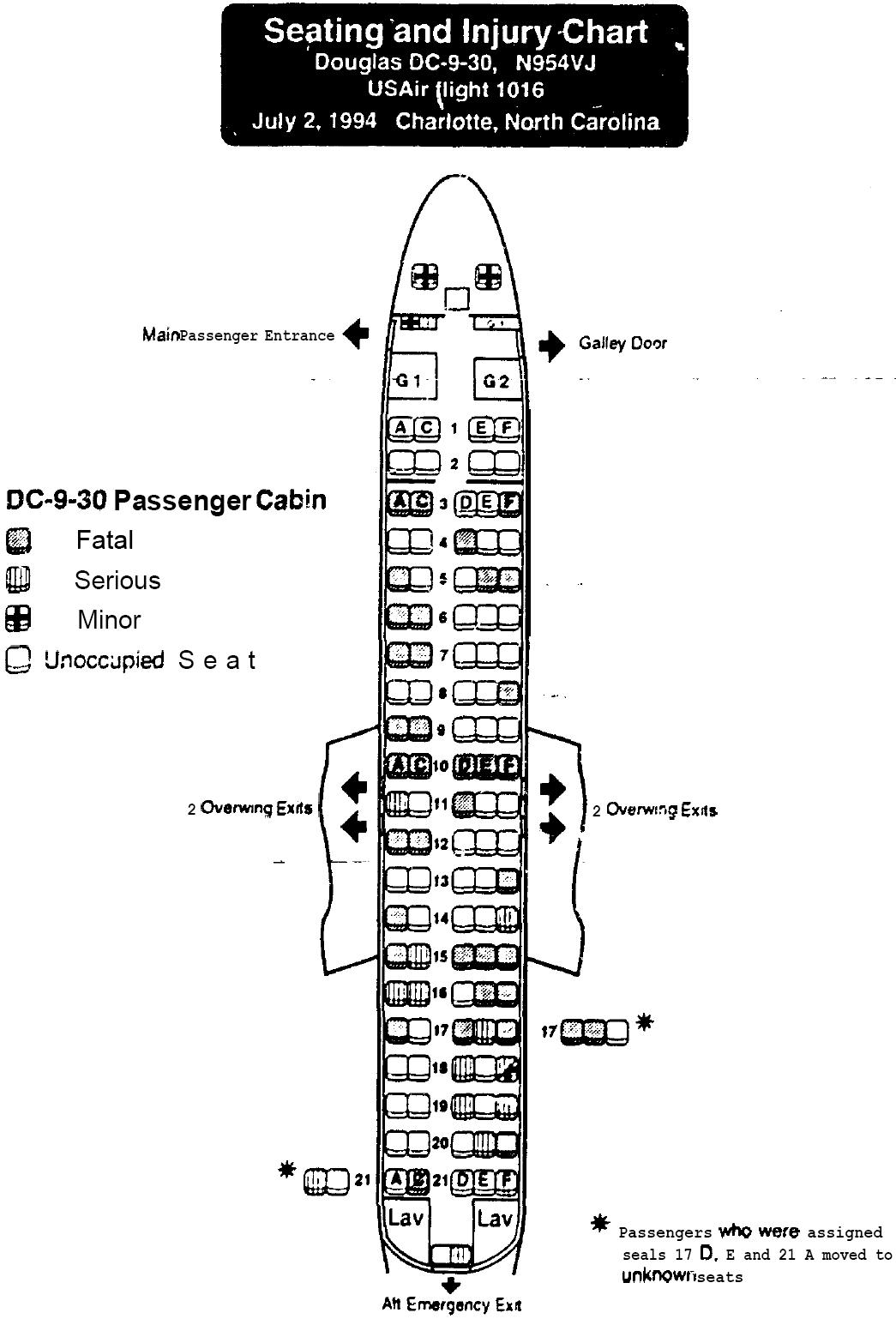
Диаграмма травм пассажиров рейса 1016 (NTSB) в зависимости от их местонахождения

При ударах о деревья и разрушении самолёта оба пилота получили сильные травмы, но выжили. Все три бортпроводника также были ранены, в том числе один тяжело, поэтому его вытащил коллега. 32 пассажира (включая одного младенца) погибли при разрушении фюзеляжа, ещё 5 позже задохнулись в пожаре. Такому большому числу жертв способствовало то, что разрушившийся салон завалило обломками, которые убивали людей, либо мешали им спастись от пожара. Все аварийные выходы завалило, поэтому пассажиры выбирались наружу только через разломы в фюзеляже.
В 18:45 диспетчер объявил аварийную ситуацию, так как у него с экрана радиолокатора пропал один из самолётов, а плохая видимость не давала его увидеть. Затем в 18:46:06 диспетчер сообщил команде пожарной машины № 5, что к северу от старого ангара авиакомпании CCAir наблюдается сильный дым. После в аэропорт поступил звонок, что в районах Уоллес-Нил (англ. Wallace Neel) и Олд-Дуад (англ. Old Dowd) произошла авиакатастрофа, после чего туда направились пожарные машины аэропорта, достигнув места через 4 минуты. Несмотря на сильную грозу, уже через 5 минут пожар был потушен. В 18:52 к месту прибыли первые машины скорой помощи, которых всего было 26 штук, в 19:38 в больницы были доставлены первые раненые. Аварийные службы запросили помощь и у местных жителей, но те либо проявили пассивность, либо реагировали относительно медленно.
В катастрофе погибли 37 пассажиров, а остальные 15 пассажиров (включая 1 младенца) и все 5 членов экипажа получили ранения. Также обломками зацепило 4 человек на земле, но они практически не пострадали.

## Расследование
Расследование причин катастрофы рейса US1016 проводил Национальный совет по безопасности на транспорте (NTSB).

### Системы самолёта
В 1991 году борт N954VJ был оборудован системой предупреждения о сдвиге ветра на малых высотах. Сигналы этой системы проходят двойную проверку с целью исключения ложных срабатываний, после чего экипаж оповещается миганием двух красных индикаторов и речевым предупреждением. Данная система не завязана на автопилот, потому не инициирует уход на второй круг, так как решение об этом должно приниматься экипажем. Но пилоты сообщили, что не получали никаких сигналов от данной системы, что подтверждается записями речевого самописца, где голосового предупреждения не слышно.
Также авиалайнер был оборудован бортовым компьютером системы «Honeywell». Сравнив его результаты работы и записи бортовых самописцев, следователи пришли к выводу, что тот был исправен. Предупреждение об опасности сдвига ветра всё же выдавалось в виде мигания красных индикаторов, но это произошло на высоте 30-45 метров, когда самолёт уже снижался, а до удара оставалось всего 3-4 секунды. Тогда было начато изучение столь запоздалого срабатывания данной системы, в том числе возможность отказов. Было определено, что причиной стала уборка закрылков с 40 до 15°. Процесс уборки закрылков занимает секунд 12, на протяжении которых меняется конфигурация лайнера, а значит и пороговая скорость начала сваливания. В результате компьютер запустил повторную проверку, одновременно изменив угол перестановки стабилизатора из-за снижения момента на пикирование. Всё это привело к задержке выдачи предупреждения об опасности сдвига ветра. Если бы экипаж не убирал закрылки, то предупреждение было выдано на 5 секунд раньше, когда до падения оставалось 8-9 секунд.
Как было установлено в ходе расследования, время от получения сигналов датчиков до выдачи предупреждения пилотам об опасности сдвига ветра занимало секунд 5, но никто не рассчитывал систему на работу в условиях, когда меняется угол выпуска закрылков. Также в ходе расследования было отмечено, что система сработала со значительной задержкой, причину задержки определить не удалось.

### Погодные условия
Катастрофа произошла во время грозы при ливневом дожде. Здесь обращает на себя внимание сходство с произошедшей 12 лет назад катастрофой в Кеннере (9 июля 1982 года, близ Нового Орлеана (Луизиана)), когда Boeing 727 авиакомпании Pan American во время набора высоты в условиях грозы также стал снижаться и рухнул на город. Тогда в ходе расследования встал вопрос о влиянии сильного дождя на пилотирование, ведь капли могут как бы прибивать самолёт к земле, а поток воды на крыле несколько ухудшает аэродинамику. Поэтому на протяжении следующих 10 лет (до 1992 года) провели серию испытаний в аэродинамической трубе, по результатам которых были сделаны выводы, что сильный дождь может привести к увеличению веса самолёта и ухудшить его аэродинамику, из-за чего возможны снижение скорости и падение подъёмной силы. Но это влияние было относительно невелико и только способствовало развитию аварийной ситуации, но не послужило причиной катастрофы. Поэтому причиной катастрофы в Кеннере всё же был назван сдвиг ветра.
В случае же с катастрофой в Шарлотте испытания показали, что сильный дождь мог привести к снижению подъёмной силы максимум на 15%. Также сильный дождь способен вывести из строя двигатели, как уже было за 17 лет до этого при катастрофе в Нью-Хоупе (4 апреля 1977 года, штат Джорджия). Однако проверка двигателей борта N954VJ показала, что они на момент катастрофы работали нормально и падения тяги не было. Был сделан вывод, что ливневый дождь не мог привести к катастрофе.

### Хронология катастрофы
Исходя из показаний экипажа и записей бортовых самописцев следователям NTSB удалось составить следующую картину событий:
| 18:39:43   |     | Выпускаются шасси. |
| 18:41:41   |     | Закрылки выпускаются на 40°. |
|            |     | С приборной скоростью 272 км/ч лайнер входит в глиссаду. |
| 18:41:54   | КВС | Включи дворники. |
| 18:41:57   |     | Самолёт попадает в сильный дождь. |
| 18:41:58   | 2П  | Там же сейчас десять узлов. |
| 18:42:06   | КВС | О'кей, у тебя плюс двадцать. |
| 18:42:14   | КВС | Уходим на второй круг. Направляйся вправо. (Самолёт в это время на высоте 61 метра следует по курсу 170° на скорости 264 км/ч) |
| 18:42:17   | КВС | Максимальная мощность. |
| 18:42:18   | 2П  | Да, максимальная мощность. |
|            |     | Двигатели увеличивают мощность. |
| 18:42:19   | КВС | Закрылки на пятнадцать [градусов]. |
| 18:42:21   |     | Закрылки устанавливаются на угол 15°. Одновременно самолёт сталкивается со встречным ветром 64 км/ч и попадает в нисходящий воздушный поток с вертикальной скоростью 9 м/с. Приборная скорость в это время 255 км/ч и начинает быстро снижаться. |
| 18:42:22   | КВС | От себя, тяни от себя. (Штурвалы отклоняются вперёд («от себя»)) |
| 18:42:23   |     | Отношение давления в двигателях (EPR) достигает значения — 1,82 (норма для ухода на второй круг — 1,93). |
| 18:42:23   |     | При выполнении поворота правый крен достигает 17°. |
| 18:42:25   |     | Достигается максимальная скорость набора высоты — 460 м/мин, угол тангажа достиг 15° и начал снижаться, приборная скорость упала до 222 км/ч. |
| 18:42:26   |     | Нос приподнят лишь на 6° и продолжает опускаться, поступательная скорость менее 222 км/ч, встречный ветер уменьшился до 37 км/ч и продолжал быстро стихать.                                                                                      |
| 18:42:27   |     | Самолёт достигает максимальной высоты 110 метров и начинает снижаться. |
| 18:42:28   |     | Звучит звуковое предупреждение GPWS «WHOOP! WHOOP! TERRAIN!» |
| 18:42:28   | КВС | Мощность! (Высота 100 метров при поступательной скорости 214 км/ч) |
| 18:42:31   |     | Нос опускается вниз на 5°, самолёт начинает снижаться с вертикальной скоростью 610 м/мин. |
| 18:42:32   |     | EPR двигателей достигает 1,99—2,09. |
| 18:42:33   |     | Начал трястись штурвал (опасность сваливания). Поступательная скорость достигает 253 км/ч. |
| 18:42:35,6 |     | Звук удара (На скорости 262 км/ч летящий курсом 214° авиалайнер с положительным углом тангажа 5° и с правым креном 4° касается земли, испытав при этом трёхкратную перегрузку)                                                                   |

## Причины катастрофы
Окончательный отчёт расследования NTSB был опубликован 4 апреля 1995 года.
1. Экипаж был должным образом сертифицирован, имел необходимую квалификацию для выполнения полёта, а отдых перед работой удовлетворял установленным правилам.
2. Нет никаких доказательств о медицинских или физиологических факторах, которые могли бы отрицательно повлиять на работоспособность экипажа.
3. Контролирующие полёт авиадиспетчеры имели необходимую сертификацию и квалификацию для выполнения своей работы в полном объёме.
4. Самолёт имел необходимые сертификаты, оборудован и обслуживался в соответствии с установленными правилами и положениями.
5. Нет никаких доказательств, что на борту до катастрофы была неисправность или сбой в работе систем управления или конструкции самолёта, которые могли бы привести к созданию аварийной ситуации.
6. Вопреки руководствам по работе авиадиспетчеров, экипаж рейса 1016 не получил обновлённую сводку о погоде от АТИС («Зулу»), которая содержала в себе информацию о грозе и сильном дожде.
7. В аэропорту Шарлотт/Дуглас всё ещё не был установлен доплеровский метеорологический радиолокатор. Но и отображаемая на обычных радиолокаторах информация о погоде могла бы быть достаточно полезной для экипажа самолёта.
8. То, что не сработала система предупреждения о сдвиге ветра, было только в день катастрофы, и не вызвано неудачным расположением её датчиков, которые «не заметили» северо-восточный ветер.
9. Нарушения диспетчером установленных процедур и проблемы со связью в аэропорту привели к тому, что экипаж своевременно не получил дополнительную информацию о сложных погодных условиях в районе аэропорта и на траектории захода на посадку.
10. То, что экипаж при сложных погодных условиях всё же принял решение продолжать заход, возможно, могло быть вызвано на основании данных о погоде, полученных от экипажей, которые приземлялись на ВПП №18R перед ним.
11. Когда рейс 1016 заходил на посадку, над аэродромом в это время уже бушевала гроза, сопровождаемая микропорывами.
12. Система предупреждения о сдвиге ветра рассчитывалась на микропорывы со скоростью 159 км/ч, но борт N954VJ целых 15 секунд подвергался воздействию микропорыва с расчётной скоростью 112 км/ч.
13. Из-за недостатков установленного в бортовом компьютере программного обеспечения экипаж не был своевременно предупреждён о сдвиге ветра.
14. Не зная, что они входят в микропорыв, командир дал второму пилоту команду продолжать выполнять нормальный заход на посадку, вместо того чтобы начинать уходить из микропорыва.
15. Уход на повторный заход второй пилот выполнял при угле тангажа 15°; но двигатели при этом переведены на мощность ниже установленной. Лишь когда нос опустился вниз на 5°, пилоты поняли, в насколько критическую ситуацию они попали.
16. Тесты показали, что при угле тангажа 15° самолёт мог уйти на второй круг, если бы в соответствии с установленными процедурами двигатели перевели на установленный режим и убрали шасси.
17. Федеральное управление гражданской авиации США и руководство авиакомпании USAir знали, что подготовка лётных экипажей проводится с нарушениями, а изданные в авиакомпании правила не соответствуют требованиям, но предпринимаемые действия не помогали решить данную проблему.
18. Пассажирская декларация не была оформлена в соответствии с правилами, в том числе в ней не были указаны двое младенцев, которые сидели на коленях у взрослых.

Также NTSB пришёл к мнению, что катастрофа в Шарлотте произошла из-за следующих факторов:
1. Экипаж принял решение продолжать выполнять заход на посадку при сложных погодных условиях, предрасположенных созданию микропорывов.
2. Пилоты не распознали своевременно сдвиг ветра и опасность ситуации.
3. Экипаж не установил двигателям требуемую мощность и не выполнил процедуру ухода на второй круг, что было необходимо в условиях сдвига ветра.
4. Информация об опасных погодных условиях и сдвиге ветра не передавалась в режиме реального времени, диспетчеры не доводили её своевременно до экипажей, поэтому в условиях быстро развивающейся грозы и попадании в микропорыв не был своевременно начат уход на второй круг.

Сопутствующими факторами были названы:
1. Отсутствие контроля за работой диспетчерской службы аэропорта, в том числе авиадиспетчер не запрашивал информацию от погодного радиолокатора и не передавал её экипажу самолёта.
2. Наблюдатель на диспетчерской вышке аэропорта не доводил до диспетчеров всех секторов и не проконтролировал, что они знают и сообщают экипажам своевременную информацию о горизонтальной видимости, в том числе на взлётной полосе, а также о высоком уровне опасности сдвига ветра.
3. Составленные в USAir процедуры не соответствовали установленным стандартным процедурам действий.
4. Недостатки программы предупреждения о сдвиге ветра, которая не предупредила об опасности при входе в микропорыв.

## Культурные аспекты
Катастрофа рейса 1016 USAir показана в 17 сезоне канадского документального телесериала Расследования авиакатастроф в серии Попавший в шторм на небе.

### Комментарии
1. ↑  Здесь и далее указано Североамериканское восточное летнее время — EDT
2. ↑  Работала под брендом USAir Express
3. ↑  англ. SOPHE — ДПРС курсо-глиссадной системы полосы №18R
4. ↑  Речь идёт о экипаже самолёта Fokker F28 авиакомпании USAir, который выполнял рейс US677 и приземлился за 4 минуты до передачи данного сообщения
5. ↑  Данный самолёт также принадлежал USAir; он, выполняя рейс US984, заходил на полосу «18 правая»